# Ingelsberg (Zorneding)
Ingelsberg ist ein Gemeindeteil der Gemeinde Zorneding im Landkreis Ebersberg (Regierungsbezirk Oberbayern, Bayern).

## Geschichte
1908 und 1912 wurden Reihengräber entdeckt, die auf eine frühe Besiedlung des heutigen, nördlich von Zorneding gelegenen, Ingelsberg hindeuten und auf das 5. bis 8. Jahrhundert datiert werden. Das erste Mal wurde „Ingoltesperc“ 1156 im Falkensteiner Codex urkundlich erwähnt. Die Grafen von Falkenstein waren Lehensnehmer der Grafen von Andechs, deren fast vollständiger Besitz 1208 an die Wittelsbacher überging. 1230 sind drei Höfe dokumentiert. Herzog Ludwig II. stiftete 1266 dem Kloster Fürstenfeld zwei Höfe. Grundherr des dritten Hofes wurde das Kloster Ebersberg. 1344 wird zudem das Kloster Beyharting als Grundherr genannt. 1450 bestand Ingelsberg aus neun Anwesen.
Ab dem Dreißigjährigen Krieg wuchs der Ort bis zum 19. Jahrhundert aufgrund von Kriegen, Missernten und Seuchen nicht weiter an. Infolge der Säkularisation Anfang des 19. Jahrhunderts wurde zunächst das Kurfürstentum Bayern Eigentümer der Höfe. Die Bauern hatten die Möglichkeit, die Höfe selbst zu übernehmen, was jedoch aufgrund der wirtschaftlichen Lage vielmals schwierig war.
1893 wurde in Ingelsberg eine Wasserleitung verlegt, welche 1968 an die zentrale Versorgung angeschlossen wurde. Der Anschluss an das Stromnetz erfolgte erst 1922. Im Zuge der Gebietsreform in Bayern wurde Ingelsberg mit Pöring 1978 in die Gemeinde Zorneding eingegliedert.

## Kapelle
Die Ingelsberger entschieden 1864/65, eine eigene Kapelle zu errichten, welche in Eigenleistung erbaut wurde. Beim heutigen Baudenkmal handelt es sich um einen neugotischen verputzten Einraum mit stark eingezogenem Polygonalschluss und einem östlichen Dachreiter.